# Baixas
As  Baixas é um povoado português localizado na freguesia de São Caetano, concelho da Madalena do Pico, ilha do Pico, arquipélago dos Açores. 
Este povoado localiza-se próximo ao Cabeço e as Fontes.